# Macromia annulata
Macromia annulata är en trollsländeart som beskrevs av Hagen 1861. Macromia annulata ingår i släktet Macromia och familjen skimmertrollsländor. IUCN kategoriserar arten globalt som livskraftig. Inga underarter finns listade i Catalogue of Life.